# Aeropuerto de Hannover
El Aeropuerto de Hannover (IATA: HAJ, OACI: EDDV), también llamado "Aeropuerto de Langenhagen" en referencia a la cercana ciudad de Langenhagen, está localizado a 11 km hacia el norte del centro de la ciudad de Hannover, la capital del estado de la Baja Sajonia de Alemania. Es el noveno aeropuerto en importancia de Alemania. 

## Historia
El Aeropuerto de Hannover fue inaugurado en 1952, reemplazando a un viejo aeródromo dentro de los límites de la ciudad de Hannover. En 1973 dos modernas terminales fueron habilitadas, las cuales se hicieron famosas por su diseño compacto. Se convirtieron en el arquetipo para el Aeropuerto Internacional de Sheremetyevo en Moscú. Estas terminales, A y B, con posiciones para 12 aeronaves en total, aún continúan en servicio. En 1998 una terminal más amplia, la Terminal C, fue inaugurada para manejar un mayor número de pasajeros, sumando 8 puertas de embarque adicionales. Hasta 33 aeronaves pueden operar en el aeropuerto en forma simultánea, de los cuales 20 contarían con puentes de embarque. Las tres terminales son capaces de operar con un Boeing 747. La Terminal D es un hangar reconstruido, el cual es utilizado exclusivamente por la Real Fuerza Aérea para aprovisionar a las tropas británicas en el norte de Alemania. 
En el 2001 una conexión con el S-Bahn fue establecida entre el aeropuerto y Hamelin vía la Estación Central de Hannover. Los trenes parten cada 30 minutos para un trayecto que dura unos 17 minutos. Esta conexión reemplazó el servicio de autobuses del aeropuerto que cuya frecuencia era de cada 20 minutos, una mayor frecuencia que el S-Bahn, aunque demoraba más tiempo para comunicar el aeropuerto con la estación. El servicio fue extendido para llegar hasta Paderborn en el 2003. 
Entre 1957 y 1990 el aeropuerto fue el escenario del "Internationale Luft und Raumfahrtausstellung", la exposición de aeronáutica más importante de Alemania. Tras un accidente fatal en 1988, cuando un Helicóptero Chinook impactó contra un puente de embarque con su rotor, y la Reunificación alemana dos años después, la exposición se mudó a Berlín en 1992.

## Aerolíneas y destinos
Mientras que durante los primeros años el tráfico del aeropuerto era canalizado a través del Aeropuerto Internacional de Fráncfort, actualmente la mayoría de los destinos son servidos en forma directa. Hay servicios a gran parte de las capitales y ciudades importantes de Europa, como así también a destinos turísticos tales como Mallorca o Egipto. En la década de 1990 fueron abandonados los esfuerzos por establecer servicios intercontinentales hacia Canadá y los Estados Unidos de América a causa de la baja demanda. Desde el fin de la Guerra Fría, el Aeropuerto de Hannover se ha convertido en el principal aeropuerto alemán para servicios hacia países del ex Bloque Oriental junto al Aeropuerto Internacional de Fráncfort. También hay varias aerolíneas de bajo costo que ofrecen servicios al aeropuerto, la más importante es TUIfly, que tiene su base en el aeropuerto. 
El Aeropuerto de Hannover es uno de los pocos aeropuertos alemanes que permanece abierto las 24 horas del día, aunque en la práctica hay muy pocos vuelos entre las 23:00 y 04:00.
| Aerolíneas                                                 | Destinos | Terminal |
| ---------------------------------------------------------- | --- | -------- |
| Aegean Airlines                                            | Estacional: Athens, Tesalónica | C        |
| Air Astana                                                 | Estacional: Kostanay | B        |
| Air Cairo                                                  | Hurghada | B        |
| Air France operado por HOP!                                | Paris-Charles de Gaulle | C        |
| Air France operado por CityJet                             | Paris-Charles de Gaulle | C        |
| British Airways                                            | Londres-Heathrow | B        |
| Brussels Airlines                                          | Brussels | A        |
| Condor                                                     | Antalya, Fuerteventura, Hurghada, La Palma, Lanzarote Estacional: Dalaman, Gran Canaria, Heraklion, Kos, Jerez de la Frontera, Palma de Mallorca, Rhodes, Tenerife-Sur | C        |
| Corendon Airlines                                          | Antalya | B        |
| Eurowings Europe                                           | Viena | A        |
| Finnair                                                    | Helsinki-Vantaa | B        |
| Freebird Airlines                                          | Estacional: Antalya | B        |
| KLM operado por KLM Cityhopper                             | Ámsterdam | C        |
| LOT                                                        | Varsovia |          |
| Lufthansa                                                  | Fráncfort del Meno, Múnich | A        |
| Lufthansa Regional operado por Lufthansa CityLine          | Múnich | A        |
| Nouvelair                                                  | Enfidha, Yerba | B        |
| Pegasus Airlines                                           | Estacional: Estambul-Sabiha Gökcen | B        |
| Scandinavian Airlines operado por Jet Time                 | Copenhague | A        |
| SunExpress                                                 | Antalya, Izmir | B        |
| Swiss International Air Lines                              | Zúrich | A        |
| Swiss International Air Lines operado por Helvetic Airways | Zúrich | A        |
| TUIfly                                                     | Antalya, Boa Vista, Fuerteventura, Gran Canaria, Hurghada, Lanzarote, Sal, Tenerife-Sur Estacional: Agadir, Corfú, Dalaman, Enfidha, Faro, Funchal, Heraklion, Ibiza, Jerez de la Frontera, Kos, Mahón, Malta, Palma de Mallorca, Rodas, Salzburgo, Zadar Estacional charter: Dubai-Al Maktoum | C        |
| Turkish Airlines                                           | Estambul-Atatürk | B        |
| Volotea                                                    | Cagliari, Venecia, Toulouse |          |
| Vueling                                                    | Barcelona | C        |

### Aerolíneas de carga
- TNT Airways (Lieja)
- TUIfly (Stuttgart)

## Estadísticas

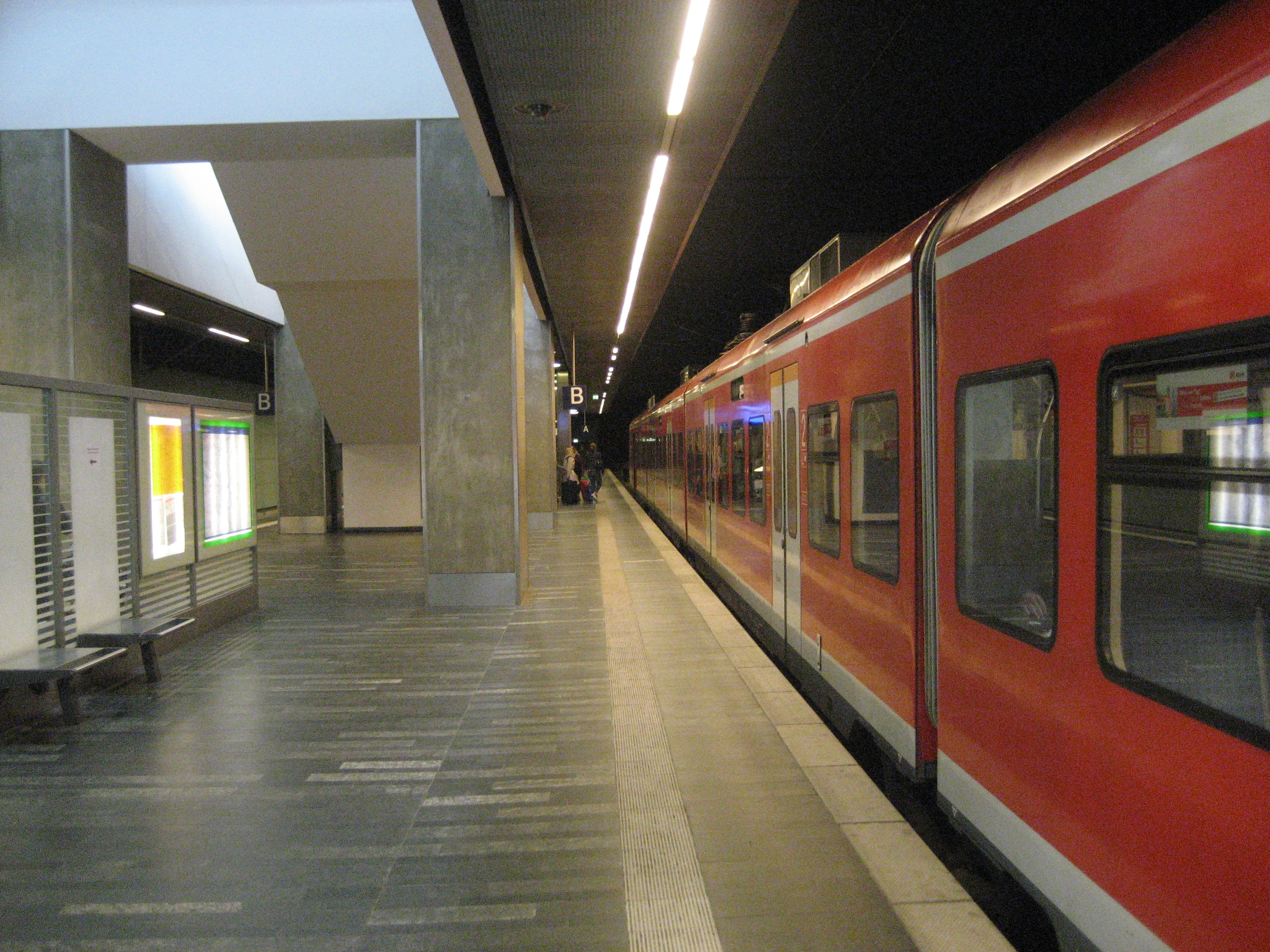
Estación Hannover Flughafen

S-Bahn de Hannover

Ver fuente y consulta Wikidata.